# Dirioxa fuscipennis
Dirioxa fuscipennis är en tvåvingeart som beskrevs av Hancockhancock och Drew 2003. Dirioxa fuscipennis ingår i släktet Dirioxa och familjen borrflugor.
Artens utbredningsområde är Vanuatu. Inga underarter finns listade i Catalogue of Life.